# TGV PBKA
De TGV PBKA is een type hogesnelheidstrein uit de TGV-familie dat sinds 1996 wordt ingezet op de lijnen van het Eurostar-netwerk tussen Parijs, Brussel, Keulen en Amsterdam (PBKA), voor 1 oktober 2023 bekend onder de naam Thalys.
Technisch zijn de stellen vrijwel gelijk aan de PBA-stellen. De PBKA-stellen hebben de beveiligingssystemen voor het Duitse spoorwegnet en zijn in tegenstelling tot de PBA-stellen geschikt om onder 15kV 16,7 Hz bovenleidingspanning te rijden, waardoor zij dienst kunnen doen op de verbinding tussen Parijs en Keulen.  Uiterlijk verschillen de twee types van elkaar doordat de PBA-stellen een oude kop hebben, en de PBKA-stellen een nieuwe.
Treinstellen PBA en PBKA kunnen met elkaar gekoppeld worden.

## Vernieuwing
Tussen 2021 en 2024 worden de PBKA-treinstellen vernieuwd (project Ruby). Er is vanaf dan plaats voor meer bagage en plaats voor twee fietsen, die vanaf 2023 beschikbaar wordt.

## Inzet
PBKA-stellen worden ingezet in de volgende treinseries:
| Serie         | Treinsoort          | Route | Bijzonderheden |
| ------------- | ------------------- | --- | --- |
| Eurostar 9300 | Eurostar (Eurostar) | Amsterdam Centraal – Schiphol Airport – Rotterdam Centraal – Antwerpen-Centraal – Brussel-Zuid – Paris-Nord | Via HSL. Diverse ritten alleen tussen Amsterdam en Brussel.                                                                                              |
| Eurostar 9400 | Eurostar (Eurostar) | Paris Nord – Brussel-Zuid – Luik-Guillemins – Aachen Hbf – Köln Hbf – Düsseldorf Hbf – Duisburg Hbf – Essen Hbf – Bochum Hbf – Dortmund Hbf | Vijf treinen per dag. Enkele treinen verder naar Dortmund.                                                                                               |
| Eurostar 9900 | Eurostar (Eurostar) | Amsterdam Centraal – Schiphol Airport – Rotterdam Centraal – Antwerpen-Centraal – Brussel-Zuid – [ Aéroport Charles-de-Gaulle 2 TGV – Marne-la-Vallée - Chessy ] / [ Chambéry-Challes-les-Eaux – Albertville – Moûtiers - Salins - Brides-les-Bains – Aime-La Plagne – Landry – Bourg-Saint-Maurice ] / [ Valence-Rhône-Alpes-Sud TGV – Avignon TGV – Aix-en-Provence TGV – Marseille Saint-Charles ] | Via HSL. Marne-la-Vallée - Chessy 2 keer per dag. Bourg-Saint-Maurice 1 keer per week in de winter. Marseille Saint-Charles 1 keer per week in de zomer. |

## Interieurfoto's

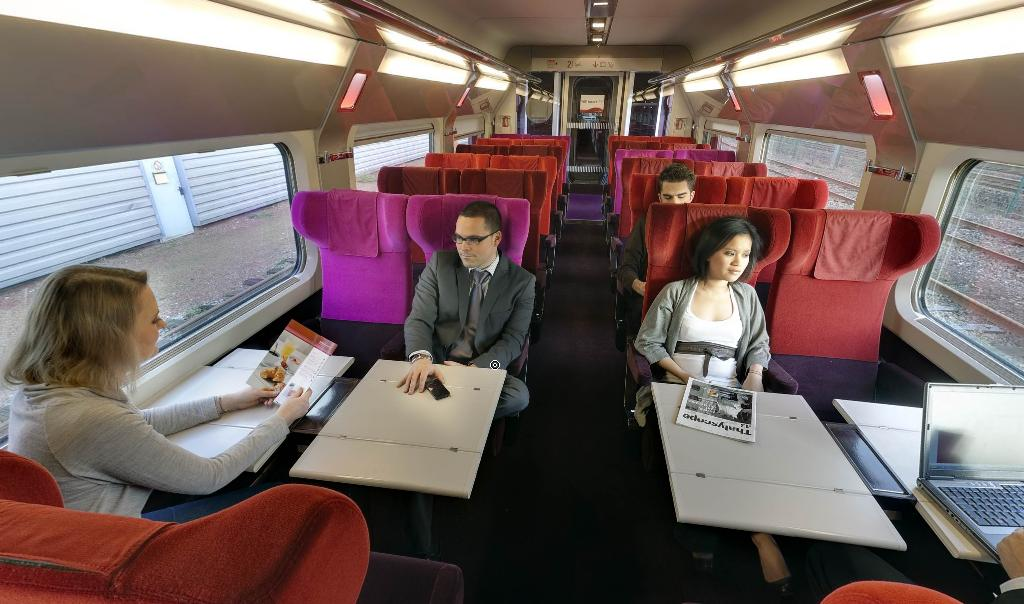
Interieur Standard
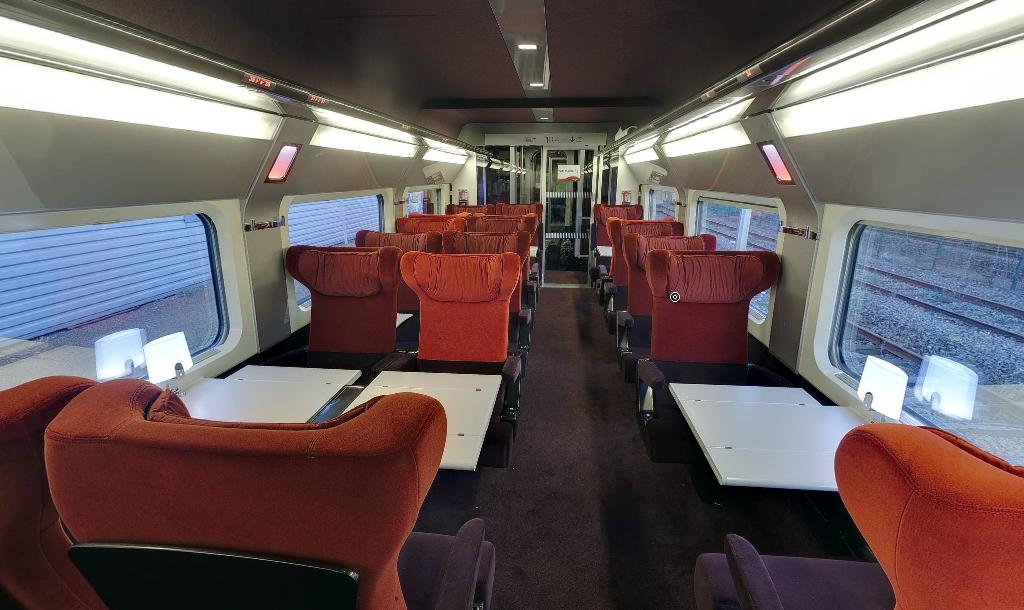
Interieur Comfort 1 / Premium
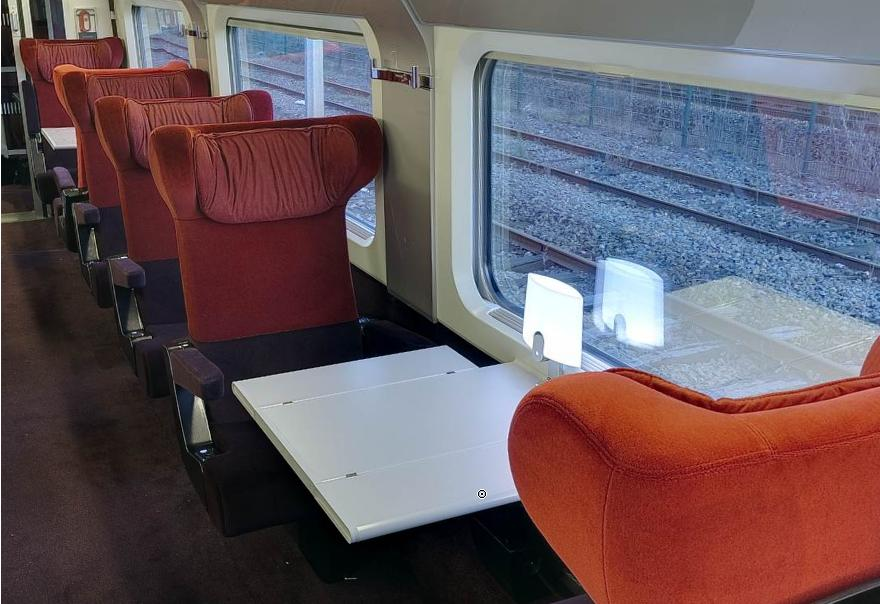
Zitting Comfort 1 / Premium